# Eberhard Vogel
Eberhard Vogel (n. 8 aprilie 1943, Frankenberg/Sa., Saxonia, Germania Nazistă) este un fotbalist german, medaliat olimpic. A participat la două ediții ale Jocurilor Olimpice (1964, 1972) în care a câștigat două medalii de bronz.